# Соченко Марина Петрівна
Марина Петрівна Соченко — українська художниця, заслужений діяч мистецтв України, волонтер.

## Біографія
Народилася 22 грудня 1963 року в м. Києві в сім’ї військовослужбовця. У зв’язку зі службою батька сім’я багато переїздила. 
З дев’яти років навчалася в художній школі, потім в республіканській школі ім Т.Г.Шевченка. Декілька років студіювала рисунок в приватній школі видатного українського художника, відомого шістдесятника Віктора Зарецького, дружба з яким вплинула на подальшу долю художниці.
В 1989 році закінчила Національна академія образотворчого мистецтва і архітектури та захистила диплом під назвою «Весільний коровай».

## Професійна діяльність
З 1989 по 1993 рік – працювала викладачем живопису в Київській державній академії декоративно-прикладного мистецтва і дизайну імені Михайла Бойчука.
З 1992 року член Національної Спілки Художників України.
З 1993 по 1997 – аспірантура в Академії мистецтв.
З 1998 року – старший викладач кафедри живопису та композиції Національної Академії образотворчого мистецтва і архітектури.
2017р. – заслужений діяч мистецтв України.
2018р. – лауреат народної премії ім. Тараса Шевченка.

### Волонтерство
Учасниця подій Революції Гідності, писала картини-репортажі народних віч, робила замальовки. Створила галерею портретів учасників Майдану з різних куточків України, яка складає близько 200 портретів.
Після початку війни, продовжила волонтерську діяльність. Малювала в госпіталях поранених бійців АТО. У складі високомобільної групи центру морально-психологічного забезпечення Збройних Сил України декілька разів була на передовій лінії фронту, звідки привезла більш ніж сто портретів героїв, захисників України. В результаті до дня збройних сил України в Українському домі презентувала виставку «Народжені вільними». 
Започаткувала мистецький проект «Волонтери – дітям», в рамках якого провела серію виставок у школах Києва «Заради майбутнього України».
Зі своїми картинами і плакатами організувала та провела мистецьку акцію на підтримку Олега Сенцова та інших українських політв’язнів, ув’язнених Кремлем під російським посольством.

### Виставки та експозиції
В творчому доробку 72 персональних  виставок, серед них: 
- 2000 рік – персональні виставки в Київському будинку вчених, в Національній бібліотеці України ім. Вернадського.
- 2001 рік – персональні виставки в США: в місті Провіденс (штат Коннектикут) та у Нью-Йорку.
- 2003 рік – персональна виставка в Національній Академії мистецтв.
- 2007 рік – «Легким пензлем моєї душі…». Персональна виставка в Музеї книги і друкарства в Лаврі.[5]
- 2015р. – «Україно, ти моя молитва». Український гуманітарний ліцей Київського національного університету імені Тараса Шевченка, Київ.
- 2015р. – «Світе тихий, краю милий». Шевченківський національний заповідник, Тарасова Гора, Канів.[6][7]
- 2015р. – Центр художньої та юнацької творчості «Печерськ» благодійна виставка «Дарничанка скликає друзів» для допомоги воїнам АТО. Київ.
- 2016р. – "Обличчя Майдану». Верховна Рада України.
- 2016р. – «Воїни Світла», Музей Шістдесятництва, Київ.
- 2016р. – В своїй хаті, своя правда, і сила, і воля», Київський військовий ліцей ім. Івана Богуна.
- 2017р. – «Заради майбутнього України». Київський ліцей міжнародних відносин.
- 2017р. – «Від Майдану до АТО». До дня Незалежності України. Спортивно-патріотичний комплекс «Доброволець», с. Святопетрівське.
- 2018р. – «Зродились ми великої години», до 4 річниці Революції Гідності. Київський регіональний військовий професійний коледж зв’язку.
- 2018р. – «До Дня добровольця». На запрошення ГО «Спілка Воїнів- учасників АТО» палац культури. м. Миронівка.
- 2018р. – «До 90-річчя Леопольда Ященка». Музей Івана Гончара.
- 2018р. – «Заради майбутнього». Виставка в Національному архітектурно історичному заповіднику Чернігів Стародавній в Чернігові. [8]
- 2018р. – «Ніхто крім нас». До 150-річчя Товариства «Просвіта».
- 2018р. – «Ювілейна виставка». Деснянська муніципальна галерея.[9][10]

Учасниця більш ніж 80 групових всеукраїнських і міжнародних виставок.
Альбом «Обличчя Майдану» живопис, графіка. Отримала премію «Благовіст» 2015 року.

### Монументальний  живопис
Володіє технікою монументального живопису. На замовлення греко-католицької громади церкви Святого Миколая на Аскольдовій Могилі, у малій військовій каплиці Зведення Честного Хреста Господнього, нею створений розпис ікони «Покрова Богородиці», присвячений героям, які полягли за Україну. На фресці зображено 55 портретів. Серед них герої Небесної Сотні, воїни україно-російської визвольної війни, Герої Крут, Січові Стрільці, полководці Армії УНР, отамани, українські козаки і руські воїни.

## Відзнаки та нагороди
- Заслужений діяч мистецтв України.
- Медаль «За жертовність і любов до України» від УПЦ КП. 2015 рік.
- Премія Благовіст. 2015 рік.
- Лауреат народної премії ім. Тараса Григоровича Шевченка.